# توتونکولر، آرتوین
توتونکولر، آرتوین (به لاتین: Tütüncüler, Artvin) یک منطقهٔ مسکونی در ترکیه است که در آرتوین واقع شده‌است.

## خصوصیات
توتونکولر ۳۰۱ نفر جمعیت دارد.